# Данні Латца
Данні Латца (нім. Danny Latza, нар. 7 грудня 1989, Гельзенкірхен, Німеччина) — німецький футболіст, опорний півзахисник клубу «Шальке 04».

## Клубна кар'єра
Данні Латца народився у місті  Гельзенкірхен і є вихованцем місцевого клубу «Шальке 04», де почав займатися у футбольній школі з дев'ятирічного віку. З 2007 року Латца почав грати за другу команду «Шальке» у Регіональній лізі. З 2008 року футболіста було внесено до заявки першої команди. Але в основі Латца провів лише три матчі.
Влітку 2011 року Латце перейшов до складу «Дармштадт 98», у складі якого виступав у Третій лізі. Ще два сезони футболіст провів у Другій Бундеслізі у складі клубу «Бохум». Після чого отримав запрошення від клубу Бундесліги — «Майнц 05». У команді Латце провів шість сезонів, зігравши понад півтори сотні матчів.
Влітку 2021 року Латца на правах вільного агента повернувся до свого першого клубу — «Шальке 04».

## Збірна
З 2004 року Данні Латца регулярно викликався на матчі юнацьких збірних Німеччини різних вікових категорій.

## Титули і досягнення
- Чемпіон Європи (U-19): 2008